# Tridim
Le Tridim est un prototype de véhicule à coussin d’air développé dans les années 1970 par la Société de l'Aérotrain, en collaboration avec Bertin & Cie et EDF. Conçu comme une solution de transport automatisée pour les courtes distances, il s'inscrivait dans la tendance émergente des navettes automatiques , des systèmes destinés à la desserte locale d’aéroports ou de quartiers urbains en développement. Présenté le 28 novembre 1973, il se distinguait par sa capacité à circuler sur un tracé tridimensionnel comprenant lignes droites, virages serrés et pentes marquées. Son fonctionnement reposait sur une combinaison de coussins d'air pour la sustentation et d'une crémaillère pour la propulsion et le guidage. Bien que prometteur, le projet ne dépassa pas le stade du prototype.

## Historique

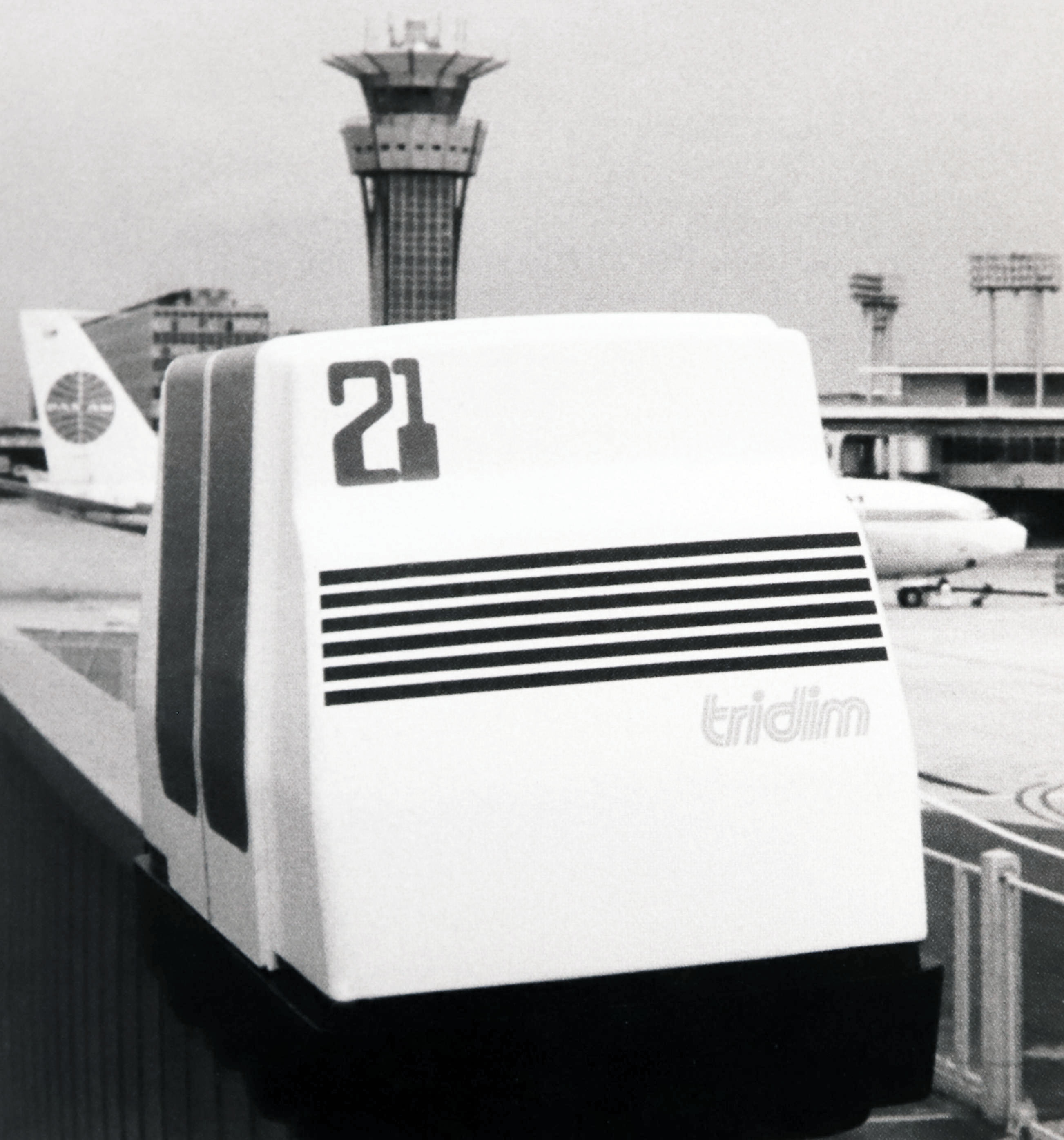
Mise en scène d'un Tridim dans un aéroport.

Dans les 1970 de nombreux industriels cherchaient à développer des solutions de transport à courte distance, souvent désignées sous le terme « people movers », ces systèmes étaient perçus comme des alternatives prometteuses pour la desserte locale d’aéroports, de zones urbaines ou de nouveaux quartiers. Ils suscitèrent un intérêt en raison de leur capacité à offrir une mobilité rapide et efficace sur de courts trajets, répondant ainsi aux besoins des infrastructures modernes. C'est dans ce cadre que l'entreprise Bertin & Cie proposa le Tridim, conçu pour compléter sa gamme d'Aérotrain.
Le Tridim ainsi que sa voie d'essais furent conçu par la Société de l'Aérotrain et développé en collaboration avec Bertin & Cie ainsi que l'EDF, l'ensemble a été réalisé avec leur soutien financier pour un coût total de 2,5 millions de francs, études incluses.
Le 28 novembre 1973, le Tridim est présenté au centre de recherches de l'EDF des Renardières. Cette démonstration réunit les dirigeants de la Société de l'Aérotrain, de la Société Bertin & Cie ainsi que de l'EDF, qui présentent à la presse ce nouveau modèle de véhicule à coussin d'air. Lors de cette présentation un prototype, conçu pour transporter entre quatre et six personnes, est testé sur une voie d’essai de 250 mètres. Ce tracé inclut une ligne droite, un virage de 20 mètres de rayon et un segment incliné à 20 %, suivi d'une autre ligne droite. À son point de départ, la voie d’essai est également équipée d’un aiguillage simple à commande automatique, intégrant une courbe de 10 mètres de rayon.

## Conception

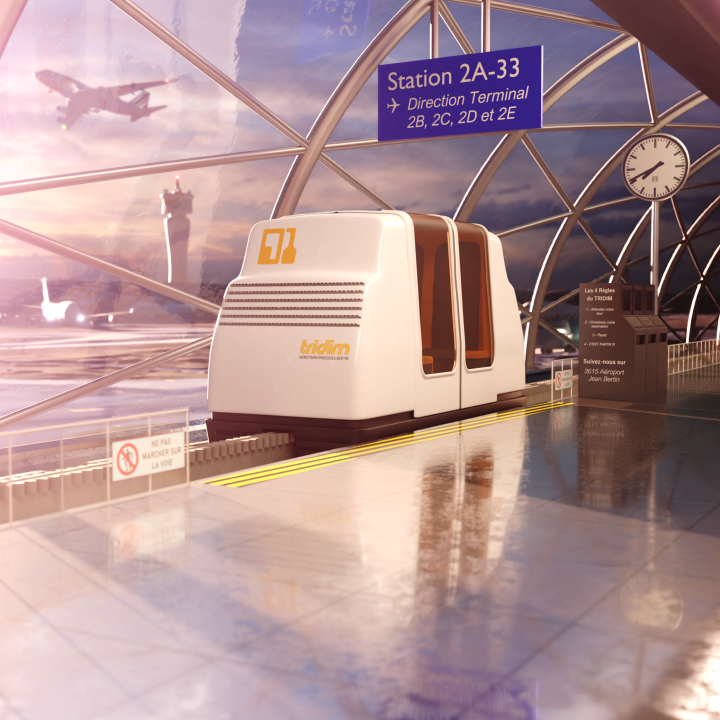
Vue d'artiste d'un Tridim dans un aéroport.

Le nom Tridim est dérivé de « tridimensionnel », en référence à sa capacité à évoluer sur un tracé intégrant les trois dimensions de l’espace, lignes droites, virages serrés et pentes importantes.
Le Tridim se présente sous la forme d'une cabine compacte en aluminium et matériaux composites conçu par le designer Michel Buffet. Son fonctionnement repose sur un système entièrement automatisée, incluant l'ouverture et la fermeture des panneaux d'accès aux six places assises disposées en face à face, ainsi que la gestion de la mise en marche et de l'arrêt du véhicule. Il repose sur un système de sustentation et de propulsion indépendants. La sustentation est assurée par huit coussins d'air alimentés par un ventilateur, tandis que la propulsion repose sur une crémaillère souple et silencieuse, positionnée de part et d’autre du voile central de la voie. Cette crémaillère est équipée d'une partie métallique permettant l'alimentation électrique du véhicule. Les moteurs électriques du véhicule entraînent des roues dentées qui s’engrènent dans cette crémaillère, assurant ainsi à la fois la propulsion et le guidage latéral, nécessitant 3 kW de consommation par tonne de véhicule. Le système de sustentation émet 53 dBA à 7,50 mètres, tandis que le véhicule en mouvement atteint 70 à 72 dBA à la même distance.
La structure de la voie repose sur un tube métallique de grand diamètre, supportant des traverses et des lisses qui constituent la surface de roulement, également métallique. Un voile vertical, situé dans l’axe, accueille la crémaillère. L’ensemble affiche un poids de 135 kg par mètre linéaire, tandis que le véhicule lui-même pèse 1 200 kg.

## Projet
Le projet Tridim était conçu pour offrir un mode de transport flexible et adaptable. Il pouvait circuler seul ou en unités multiples, formant ainsi un train de cabines sur une voie bétonnée, similaire à un monorail. Son fonctionnement modulable lui permettait de s'ajuster aux variations du trafic, assurant une capacité accrue en heures de pointe et une circulation plus fluide en heures creuses. Inspiré du modèle des taxis, il offrait la possibilité d’appeler une cabine à la demande. Son principe de déplacement, comparable à un ascenseur horizontal, permettait un point de départ unique avec plusieurs destinations possibles, facilitant ainsi la desserte de zones isolées ou peu fréquentées et offrant une alternative aux lignes de transport fixes.

## Conservation
Récupéré en état d'épave en 1998, le Tridim a été rénové et est désormais conservé par l'Association des Amis de Jean Bertin près de Paris. En 2022, la version restaurée a été présentée fonctionnelle lors du Salon Rétromobile, circulant sur une voie de 20 mètres. Depuis le 13 juillet 2023, le Tridim bénéficie d'une protection au titre des Monuments historiques,.